# Perdita abducta
Perdita abducta är en biart som beskrevs av Timberlake 1980. Perdita abducta ingår i släktet Perdita och familjen grävbin. Inga underarter finns listade i Catalogue of Life.